# Fliegerersatz Abteilung Nr. 1
Fliegerersatz Abteilung Nr. 1 – FEA 1 jedna z 17 jednostek lotnictwa niemieckiego Luftstreitkräfte z początkowego okresu I wojny światowej tego typu. Dosłownie Lotniczy Oddział Uzupełnień.

## Informacje ogólne
W momencie wybuchu I wojny światowej z dniem 1 sierpnia 1914 roku jednostka została ulokowana na lotnisku w Adlershof obecnie w Berlinie w dzielnicy Treptow-Köpenick. Stacjonowała tam do lutego 1917 roku kiedy to została przeniesiona do Altenburga w Turyngii.
Jednostka prowadziła szkolenie pilotów i obserwatorów dla jednostek liniowych np. Feldflieger Abteilung. W późniejszym okresie szkolenie obserwatorów zostało wydzielone z do specjalnych szkół Fliegerbeobachterschulen (FBS)
W jednostce służyli m.in. Teodor Andree, Gustav Dörr, który później był jednym z największych asów Niemiec z 35 zwycięstwami w Jasta 45. Werner Peckmann, Kurt Student, Max Christian Wegner, Kurt Wolff, Otto Kissenberth.
W jednostce zostały utworzone m.in. następujące eskadry myśliwskie: Jagdstaffel 34, Jagdstaffel 45, Jagdstaffel 74, Jagdstaffel 76, Jagdstaffel 77, Jagdstaffel 78, Jagdstaffel 79.

## Dowódcy Jednostki
| Stopień | Nazwisko | Okres                  |
| ------- | -------- | ---------------------- |
|         | –        | 01.08.1914 – xx.xx.xxx |